# Weimarer Musenhof

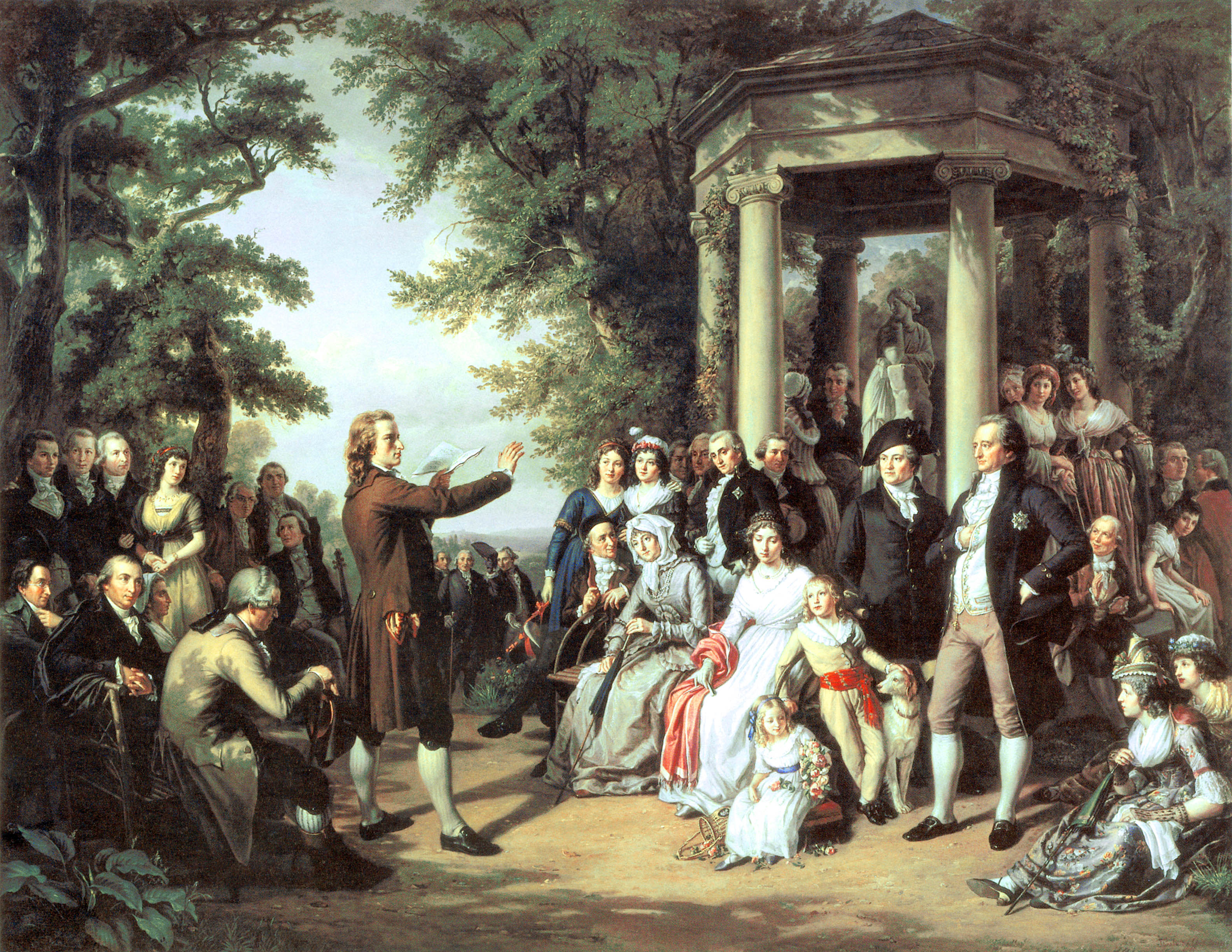
Der Weimarer Musenhof.
Friedrich Schiller deklamiert im Tiefurter Park. Unter den Zuhörern zweite Person ganz links (sitzend mit Blick zu Schiller) Herder, in der Bildmitte (sitzend mit Kappe) Wieland und rechts (stehend) Goethe (Ölgemälde von Theobald von Oer, 1860, heute als Leihgabe der Staatlichen Museen zu Berlin im Amtszimmer des deutschen Bundespräsidenten in Schloss Bellevue)

Mit Weimarer Musenhof wird der kulturell interessierte Kreis (Musenhof) bezeichnet, den Anna Amalia von Sachsen-Weimar-Eisenach, seit der Regierungsübernahme durch ihren Sohn Karl August von Sachsen-Weimar-Eisenach (1757–1828) 1775 „Herzoginmutter“, um sich versammelte; „man beschäftigte sich mit gemeinsam gelesenen Büchern, mit den eben über die Bühne gegangenen Theaterstücken, den musikalischen Ereignissen der Saison oder arbeitete an den Journalen und Taschenbüchern mit, die in Weimar, Tiefurt oder Jena herausgegeben wurden.“ Treffpunkte bildeten das Wittumspalais, das Anna Amalia 1774 bezogen hatte, sowie die ländlichen Sommersitze Ettersburg (Schloss und Park Ettersburg) und Schloss Tiefurt. Der Kreis setzte sich aus Adligen wie Bürgerlichen, aus Hofleuten, Staatsdienern, Schriftstellern, Künstlern und Wissenschaftlern zusammen. Bei der Gestaltung einer gepflegten und geistreichen Geselligkeit stand der Herzogin der Dichter und Philosoph Christoph Martin Wieland, den sie 1772 als Lehrer ihrer beiden Söhne an den Hof geholt hatte, zur Seite. Weitere Mitglieder oder Gäste des Kreises waren u. a. Goethe, der Philosoph und Theologe Johann Gottfried Herder, Generalsuperintendent in Weimar, die Hofdamen Luise von Göchhausen und Freiin Henriette Wolfskeel von Reichenberg, die Kammerherren Friedrich Hildebrand von Einsiedel und Karl Siegmund von Seckendorff, der Schriftsteller und Pagenhofmeister Johann Karl August Musäus, der Hoftanzmeister Johann Adam Aulhorn u. v. m. Bereits 1771 hatte Anna Amalia die Seylersche Schauspiel-Gesellschaft mit mehreren prominenten Schauspielern und Dramatikern, darunter Konrad Ekhof und der Prinzipal Abel Seyler, an ihren Hof eingeladen; die Gesellschaft musste jedoch nach dem Schloßbrand im Jahr 1774 Anna Amalias Hof verlassen und ging nach Gotha.
Diese Auffassung eines „Weimarer Musenhofes“ wird seit den 1990er Jahren als Legendenbildung des 19. Jahrhunderts kritisiert und damit negiert. So wird darauf hingewiesen, dass der Weimarer Hof in den Quellen aus der Zeit um 1800 nirgendwo als „Musenhof“ bezeichnet worden ist und dass Anna Amalia durchaus die üblichen Standesschranken gewahrt wissen wollte.
In der Verbreitung der plakativ-einprägsamen Musenhof-Zuschreibung lassen sich wohl vier Stufen unterscheiden:
- 1807 erschien Goethes Nachruf auf Anna Amalia in mehreren Journalen, der ihren Tod zugleich als kulturelle Selbststilisierung Weimars benutzte.[3]
- 1908 veröffentlichte Wilhelm Bode eine Trilogie über das Leben von Anna Amalia, darin Band 2: Der Musenhof der Herzogin Amalie, Berlin 1908; er ist unter dem Titel Der weimarische Musenhof bis heute wiederholt aufgelegt worden und entsprechend einflussreich.
- 1844 publizierte der Historiker Wilhelm Wachsmuth eine „historische Skizze“, in der erstmals die Bezeichnung „Musenhof“ verwendet wurde.[4]
- Der zur Formel erstarrte „Musenhof“ ist insbesondere durch populäre Darstellungen, aber auch durch viele Wissenschaftler – Allgemein- wie auch Literaturhistoriker – jahrzehntelang verbreitet worden. Noch in einem 1993 erschienenen Typologisierungs-Versuch wird der „Musenhof“ als einer von fünf Fürstenhof-Typen genannt und Weimar als „Musenhof par excellence“ bezeichnet.[5]

Inzwischen wurde aber nach der breiten Benutzung von Quellen der „Weimarer Musenhof“ als historischer Mythos verabschiedet.